# 克里武利亞河 (博別爾卡河支流)
克里武利亞河（羅馬化：Kryvulia）是烏克蘭西部的河流，屬於博別爾卡河的左支流。該河發源自克維特內韋附近，流經利維夫州的斯特雷區，河道全長13公里，流域面積40.5平方公里。